# Борис Ейхенбаум
Борис Михайлович Ейхенбаум (на руски: Борис Михайлович Эйхенбаум; 4 октомври 1886, гр. Красни, Смоленска област, Руска империя – 24 ноември 1959, Ленинград, СССР) е руски и съветски филолог, литературен теоретик и историк, един от представителите на ОПОЯЗ.

## Биография
Борис Ейхенбаум се ражда в семейството на провинциални лекари в областния град на Смоленска губерния. Дядо му, Яков Ейхенбаум, е известен еврейски литератор, инспектор на еврейските училища в Кишинев, Одеса и Житомир. Брат му Всеволод Волин е анархист.
През 1890 г. баща му е прехвърлен в Землянск във Воронежка губерния, а семейството се установява във Воронеж, където минават детството и младостта на Ейхенбаум.
След завършването на гимназия през 1905 г. Ейхенбаум пристига в Петербург и се записва във Военно-медицинската академия „С. М. Киров“, а през 1906 г., докато академията е затворена заради студентските вълнения, следва в биологическия факултет на Свободното висше училище на П. Ф. Лесгафт (където се запознава с бъдещата си съпруга). Паралелно се занимава с музика (цигулка, роял, вокал). През 1907 г. Ейхенбаум напуска академията и се записва в Музикалното училище на Е. П. Рапгоф и в историко-филологическия факултет на Санктпетербургския университет. През 1909 г. Ейхенбаум изоставя професионалните си занимания с музика, посвещавайки се окончателно на филологията. През същата година, след двугодишно следване в славяно-руския департамент, Ейхенбаум се прехвърля в романо-германския, а след това, през 1911 г., отново се връща в славяно-руския. През 1912 г. Ейхенбаум завършва университета. Участник в Пушкинския семинар на С. А. Венгеров.
През април 1911 г. сключва брак с Раиса Борисовна Брауде. Имат три деца.
През 1911–1913 г. е секретар на Михаил Лемке. През 1913 г. взима държавните изпити и започва да преподава руска литература в гимназията на Яков Гуревич. През 1914 г. постъпва на работа в университета.
През 1913–1914 г. Ейхенбаум редовно печата в много периодични издания, наблюдател е за чуждестранната литература на вестник „Русская молва“.
През 1917 г. държи магистърските си изпити. От есента на 1917 г. преподава във Висшите женски курсове на Раев. През 1918 г. е назначен като частен доцент в катедрата по руски език и словесност на Петроградския университет. Работи във Втори педагогически институт, в Института на живото слово, в Руския институт по историята на изкуствата.
През април 1918 г. е поканен в Литературно-издателския отдел на Наркомпрос за подготовката за издаването на съчиненията на руските класици. Оттогава датира и работата на Ейхенбаум в областта на текстологията.
Ключов момент в биографията на Ейхенбаум е сближаването му с участниците в кръжока ОПОЯЗ през 1917 г. През 1918 г. той става участник в ОПОЯЗ и участва в изследователските му проекти до средата на 20-те години на ХХ в. Увлича го проблемът за „литературния бит“, заради което се налага да влезе в полемика с Юрий Тинянов.
През август 1936 г. Президиумът на АН СССР присъжда на Ейхенбаум докторска степен по литературознание без защита на дисертация, заради изключителния му принос в областта на руската литература и текстология.
Преживява зимата на блокадата на Ленинград и през март 1942 г. заедно с останалия състав на университета е евакуиран в Саратов, откъдето се връща в края на 1944 г. На 28 февруари 1944 г. е награден с ордена Трудово Червено знаме.
През 1949 г. се оказва една от жертвите на „борбата с космополитизма“: на 5 април на заседание на Научния съвет на Филологическия факултет на Ленинградския университет се извършва разследване на четирима професори (Ейхенбаум, Виктор Жирмунски, Марк Азадовски и Григорий Гуковски), последвано от уволнението им. През есента на същата година Ейхенбаум е подложен на остри нападки в пресата, включително от страна на Александър Фадеев и Александър Дементиев.. Освободен също и от Института за руска литература към РАН, Ейхенбаум загубва всякаква възможност да публикува. Едва няколко месеца след смъртта на Сталин, през септември 1953 г., отново може да се върне към редакторската си работа.
На 24 ноември 1959 г. на вечерта на скечовете на Анатолий Мариенгоф Ейхенбаум произнася встъпително слово и умира, след като си сяда на мястото на първия ред.